# Schott Melghir
Der Schott Melghir (arabisch شط ملغيغ), auch Chott Melrhir, ist ein regelmäßig bis auf kleinere Tümpel austrocknender See, ein Schott, im Nordosten Algeriens und bei hohem Wasserstand in kleinen Teilen im mittleren Westen Tunesiens. Mit –40 m ist er die tiefste Senke Algeriens.

## Beschreibung
Er liegt südlich des Atlasgebirges im Sahara-Tiefland und wird hauptsächlich durch das Wadi Djedi gespeist. Sein größtes Ausdehnungsgebiet bildet ein alluviales Sedimentbecken, das im Süden an das Sahara-Tafelland anschließt.
Westlich von ihm liegt das Rir-Tal. Er befindet sich 103 km südöstlich der Stadt Biskra und 129 km nordöstlich von Touggourt.

## Erosion im Einzugsgebiet
Durch die unregelmäßigen Niederschläge und die spärliche Vegetation, sowie das unregelmäßige Relief, gehört Nordwestalgerien zu den Regionen, die am stärksten von Bodenerosion betroffen sind. Die Zuflüsse des Schott Melghir transportieren durchschnittlich zwischen 838 und 1260 t Sediment pro km² Einzugsgebiet im Jahr in die Senke.